# Yang Jiechi
Yang Jiechi (en xinès 杨洁篪) (Xangai 1950) polític i diplomàtic xinès, membre del 19è Politburó del Partit Comunista de la Xina i un dels quatre viceprimers ministres del govern (2017).

## Biografia
Yang Jiechi va néixer l'1 de maig de 1950 a Xangai.
Del 1968 a 1972 va treballar a l'empresa de Xangai "Pujiang Electric Meter Factory". Va estudiar al Ealing College de la Universitat de Bath, a la London School of Economics (1973-1975) i a la Universitat de Nanjing on es va titular en Història.
Va ingressar al Partit Comunista l'any 1971.
George H.W. Bush al que Yang al començament de la seva carrera va acompanyar en un viatge al Tibet, el va sobrenomenar "Tiger Yang" perquè Yang va néixer l'any 1950 (l'any del tigre a la Xina) i una part del seu nom "chi", en xinès "篪" conté una variant subtil de la paraula "hu 虎", que en xinès significa tigre.

## Càrrecs ocupats
De 1975 a 1983 va treballar al Departament de Traducció i Interpretació del Ministeri d'Afers Exteriors. En determinades ocasions va fer de traductor en les reunions de Deng Xiaoping amb el president americà Ronald Reagan.
La majoria dels seus càrrecs polítics estan relacionats amb els assumptes internacionals, especialment dins el Departament d'Afers Exteriors del govern xinès. Va ser sotsdirector General del Departament d'Afers d'Amèrica i Oceania del Ministeri on posteriorment va ocupar en diverses etapes el càrrec de viceministre d'Afers Exteriors (1998-2000 i 2004-2007) i el de Ministre (2007-2013).

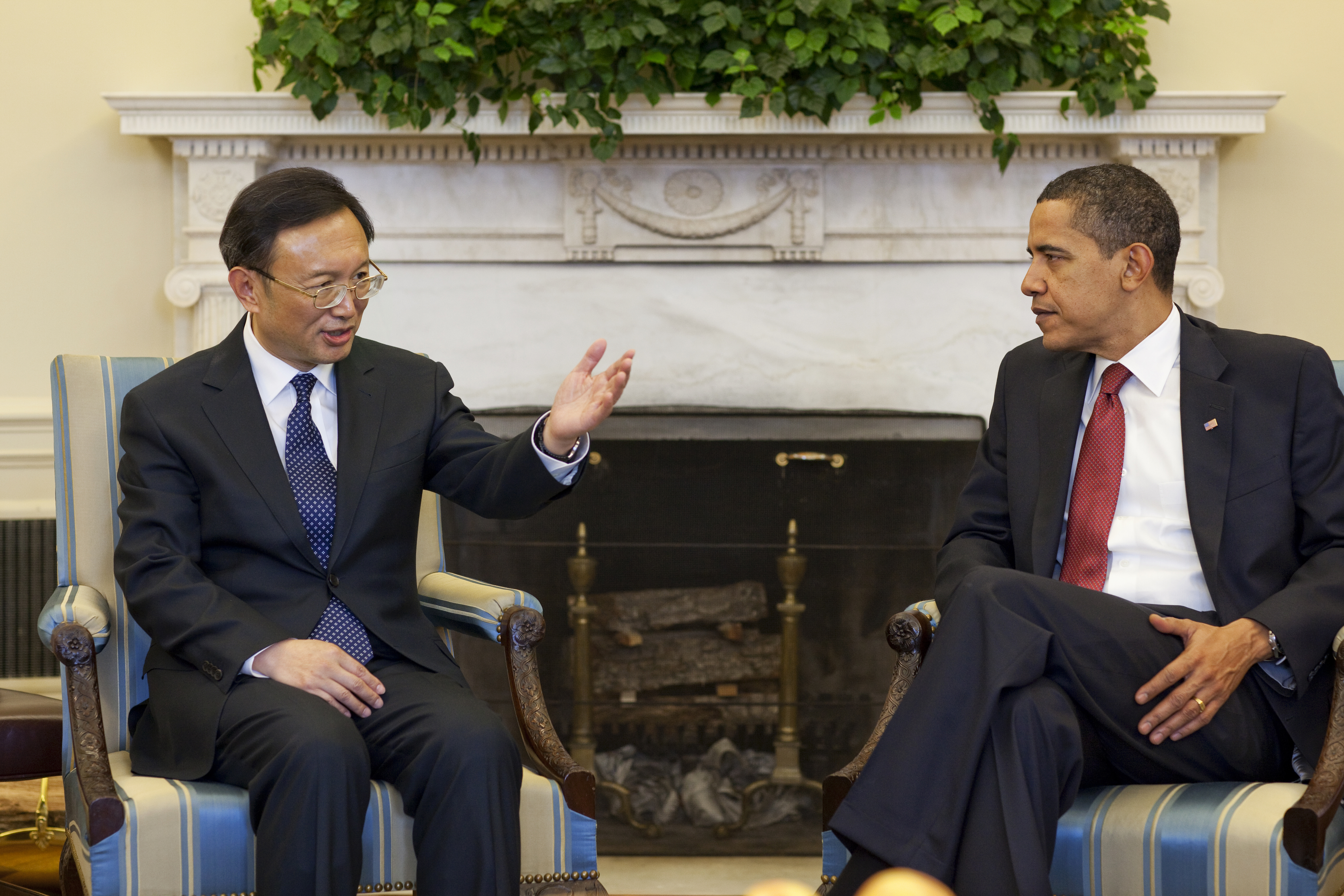
Yang Jiechi i Barack Obama, desembre de 2009

També ha estat important la seva vinculació amb els Estats Units on a mitjans dels anys vuitanta va ser segon i primer secretari de l'ambaixada xinesa a Washington, més tard va ser ascendit a Conseller d'ambaixada. i per acabar a Ambaixador (2000-2004) sent l'ambaixador més jove de la Xina als Estats Units.
Del 2013 al 2017 va ser Secretari d'Estat, durant el mandat del primer ministre Li Keqiang.
Des del 19è Congrés Nacional del Partit Comunista de la Xina (octubre 2017) forma part del Comitè Central, posició que ja havia ocupat en el 17è (2007-2012) i el 18è (2012-2017).